# Zack & Miri Make a Porno
Zack and Miri Make a Porno (en español: Zack y Miri hacen una porno aunque frecuentemente el título ha sido traducido como ¿Hacemos una porno?) es una película del director estadounidense Kevin Smith estrenada en 2008.

## Sinopsis
Zack y Miri son dos amigos que se ven inmersos en deudas. Para hacer dinero rápido deciden montar una empresa para grabar porno amateur con sus amigos. Mientras ruedan las películas, descubrirán que sentían algo más el uno hacia el otro que la amistad que les había unido hasta ahora.

## Reparto
- Seth Rogen
- Elizabeth Banks
- Craig Robinson
- Jason Mewes
- Traci Lords
- Jeff Anderson
- Katie Morgan
- Ricky Mabe